# Троянов, Константин Леонидович
Константи́н Леони́дович Троя́нов (род. 18 ноября 1995, Санкт-Петербург) — российский футболист, полузащитник клуба «Уфа».

## Биография
Родился в Санкт-Петербурге. Футболом начал заниматься в ДЮФК «Северный пресс-Балтика», затем перешёл в школу петербуржского «Зенита». В 2011—2012 годах занимался в ДЮСШ «Коломяги».
В январе 2013 года вернулся в систему «Зенита», перейдя в молодёжную команду. В молодёжном первенстве дебютировал в 2013 году в матче 21-го тура против «Мордовии», выйдя на замену вместо Евгения Серенкова.
С августа 2013 года — игрок команды «Зенит-2». В сезоне 2014/15 стал серебряным призёром первенства ПФЛ.
В 2015 году Андре Виллаш-Боашем был взят в основную команду, и 9 декабря в матче шестого тура Лиги чемпионов дебютировал в матче против «Гента», выйдя на 86-й минуте вместо Хави Гарсии.
В сезоне 2016/17 выступал за ярославский «Шинник», в составе которого провел 9 матчей. 5 июля 2017 года было объявлено о прекращении сотрудничества.
В сезоне 2017/18 выступал на правах аренды за песчанокопскую «Чайку».
В июле 2018 года пополнил состав московского «Торпедо», заключив с клубом годичный контракт. В сезоне 2018/19 вместе с клубом стал победителем первенства ПФЛ (зона «Центр»).
4 июля 2019 года стал игроком клуба «Ленинградец». 17 июня 2021 года покинул команду в связи истечением срока контракта.
Летом 2021 года стал игроком петербургского клуба «Звезда». 14 июля 2021 года дебютировал в стартовом составе в матче 1/256 финала Кубка России 2021/22.
5 июля 2022 года подписал годичный контракт с «Зенитом-2».
5 июля 2023 года на правах свободного агента пополнил состав клуба «Уфа».

## Статистика выступлений
| Выступление      | Выступление       | Выступление      | Лига | Лига | Кубки | Кубки | Еврокубки | Еврокубки | Итого | Итого |
| Клуб             | Лига              | Сезон            | Игры | Голы | Игры  | Голы  | Игры      | Голы      | Игры  | Голы  |
| ---------------- | ----------------- | ---------------- | ---- | ---- | ----- | ----- | --------- | --------- | ----- | ----- |
| Зенит (СПб)      | РФПЛ              | 2015/16          | 0    | 0    | 0     | 0     | 1         | 0         | 1     | 0     |
| Зенит (СПб)      | Итого             | Итого            | 0    | 0    | 0     | 0     | 1         | 0         | 1     | 0     |
| → Зенит-2        | ПФЛ               | 2013/14          | 9    | 0    | —     | —     | —         | —         | 9     | 0     |
| → Зенит-2        | ПФЛ               | 2014/15          | 24   | 0    | —     | —     | —         | —         | 24    | 0     |
| → Зенит-2        | ФНЛ               | 2015/16          | 15   | 0    | —     | —     | —         | —         | 15    | 0     |
| → Зенит-2        | Итого             | Итого            | 48   | 0    | —     | —     | —         | —         | 48    | 0     |
| Шинник           | ФНЛ               | 2016/17          | 9    | 0    | 2     | 0     | —         | —         | 11    | 0     |
| Шинник           | Итого             | Итого            | 9    | 0    | 2     | 0     | —         | —         | 11    | 0     |
| → Чайка          | ПФЛ               | 2017/18          | 25   | 0    | 0     | 0     | —         | —         | 25    | 0     |
| → Чайка          | Итого             | Итого            | 25   | 0    | 0     | 0     | —         | —         | 25    | 0     |
| Торпедо (Москва) | ПФЛ               | 2018/19          | 18   | 0    | 3     | 0     | —         | —         | 21    | 0     |
| Торпедо (Москва) | Итого             | Итого            | 18   | 0    | 3     | 0     | —         | —         | 21    | 0     |
| Ленинградец      | ПФЛ               | 2020/21          | 15   | 1    | 2     | 0     | —         | —         | 17    | 1     |
| Ленинградец      | Итого             | Итого            | 15   | 1    | 2     | 0     | —         | —         | 17    | 1     |
| Звезда (СПб)     | Второй дивизион   | 2021/22          | 26   | 1    | 2     | 0     | —         | —         | 28    | 1     |
| Звезда (СПб)     | Итого             | Итого            | 26   | 1    | 2     | 0     | —         | —         | 28    | 1     |
| Зенит-2          | Вторая лига       | 2022/23          | 25   | 1    | —     | —     | —         | —         | 25    | 1     |
| Зенит-2          | Итого             | Итого            | 25   | 1    | —     | —     | —         | —         | 25    | 1     |
| Уфа              | Вторая лига («А») | 2023/24          | 27   | 1    | 4     | 1     | —         | —         | 31    | 2     |
| Уфа              | Первая лига       | 2024/25          | 9    | 0    | 0     | 0     | —         | —         | 9     | 0     |
| Уфа              | Первая лига       | 2025/26          | 5    | 0    | 0     | 0     | —         | —         | 5     | 0     |
| Уфа              | Итого             | Итого            | 41   | 1    | 4     | 1     | —         | —         | 45    | 2     |
| Всего за карьеру | Всего за карьеру  | Всего за карьеру | 207  | 4    | 13    | 1     | 1         | 0         | 221   | 5     |

## Достижения
«Зенит-2»
- Серебряный призёр ПФЛ (зона «Запад»): 2014/15

«Чайка»
- Бронзовый призёр ПФЛ (зона «Юг»): 2017/18

«Торпедо» (Москва)
- Победитель ПФЛ (зона «Центр»): 2018/19
- Итого : 1 трофея

«Уфа»
- Победитель Второй лиги (дивизион «А»): 2023/24
- Итого : 1 трофей